# Chili op het wereldkampioenschap voetbal 2014
Chili was een van de deelnemende landen aan het wereldkampioenschap voetbal 2014 in Brazilië. Het was de negende deelname voor het land. Chili werd in de 1/8 finale uitgeschakeld door gastland Brazilië.

## Kwalificatie
Chili heeft zich geplaatst door zich te kwalificeren in het UEFA kwalificatietoernooi. Door een derde plaats in het kwalificatietoernooi werd er rechtstreekse kwalificatie afgedwongen.

### Kwalificatieduels

#### Eindstand
| Nr. | Land       | GW | W | G | V  | DV | DT | DS  | Ptn |
| --- | ---------- | -- | - | - | -- | -- | -- | --- | --- |
| 1   | Argentinië | 16 | 9 | 5 | 2  | 35 | 15 | +20 | 32  |
| 2   | Colombia   | 16 | 9 | 3 | 4  | 27 | 13 | +14 | 30  |
| 3   | Chili      | 16 | 9 | 1 | 6  | 29 | 25 | +4  | 28  |
| 4   | Ecuador    | 16 | 7 | 4 | 5  | 20 | 16 | +4  | 25  |
| 5   | Uruguay    | 16 | 7 | 4 | 5  | 25 | 25 | 0   | 25  |
| 6   | Venezuela  | 16 | 5 | 5 | 6  | 14 | 20 | −6  | 20  |
| 7   | Peru       | 16 | 4 | 3 | 9  | 17 | 26 | −9  | 15  |
| 8   | Bolivia    | 16 | 2 | 6 | 8  | 17 | 30 | −13 | 12  |
| 9   | Paraguay   | 16 | 3 | 3 | 10 | 17 | 31 | −14 | 12  |

|    | Speler            | Land       | Goals |
| -- | ----------------- | ---------- | ----- |
| 1  | Luis Suárez       | Uruguay    | 11    |
| 2  | Lionel Messi      | Argentinië | 10    |
| 3  | Gonzalo Higuaín   | Argentinië | 9     |
| 3  | Radamel Falcao    | Colombia   | 9     |
| 5  | Felipe Caicedo    | Ecuador    | 7     |
| 6  | Teofilo Gutierrez | Colombia   | 6     |
| 7  | Eduardo Vargas    | Chili      | 5     |
| 7  | Jefferson Farfan  | Peru       | 5     |
| 7  | José Rondón       | Venezuela  | 5     |
| 7  | Arturo Vidal      | Chili      | 5     |
| 7  | Sergio Agüero     | Argentinië | 5     |
| 7  | Edinson Cavani    | Uruguay    | 5     |
| 12 | 3 spelers         |            | 4     |

#### Wedstrijden
|                      |                                |         |               |                                                                                |
| 8 oktober 2011 01:10 | Argentinië                     | 4 - 1   | Chili         | El Monumental, Buenos Aires Toeschouwers: 26.161 Scheidsrechter: Wilmar Roldan |
| 8 oktober 2011 01:10 | Higuaín 7', 52', 63' Messi 25' | verslag | 59' Fernández | El Monumental, Buenos Aires Toeschouwers: 26.161 Scheidsrechter: Wilmar Roldan |

|                       |                                                |         |                        |                                                                                              |
| 12 oktober 2011 00:45 | Chili                                          | 4 - 2   | Peru                   | Estadio Monumental David Arellano, Santiago Toeschouwers: 39.000 Scheidsrechter: Raul Orosco |
| 12 oktober 2011 00:45 | Ponce 2' Vargas 18' Medel 48' Suazo 63' (pen.) | verslag | 49' Pizarro 60' Farfán | Estadio Monumental David Arellano, Santiago Toeschouwers: 39.000 Scheidsrechter: Raul Orosco |

|                        |                           |         |       |                                                                                     |
| 12 november 2011 00:00 | Uruguay                   | 4 - 0   | Chili | Estadio Centenario, Montevideo Toeschouwers: 40.500 Scheidsrechter: Hector Baldassi |
| 12 november 2011 00:00 | Suárez 42', 45', 67', 73' | verslag |       | Estadio Centenario, Montevideo Toeschouwers: 40.500 Scheidsrechter: Hector Baldassi |

|                        |                          |         |          |                                                                             |
| 16 november 2011 00:30 | Chili                    | 2 - 0   | Paraguay | Estadio Nacional, Santiago Toeschouwers: 44.726 Scheidsrechter: Heber Lopes |
| 16 november 2011 00:30 | Contreras 28' Campos 86' | verslag |          | Estadio Nacional, Santiago Toeschouwers: 44.726 Scheidsrechter: Heber Lopes |

|                   |               |         |                          |                                                                                      |
| 2 juni 2012 22:10 | Bolivia       | 0 - 2   | Chili                    | Estadio Hernando Siles, La Paz Toeschouwers: 34.389 Scheidsrechter: Alfredo intriago |
| 2 juni 2012 22:10 | Gutiérrez 53' | Verslag | 45+2' Aránguiz 83' Vidal | Estadio Hernando Siles, La Paz Toeschouwers: 34.389 Scheidsrechter: Alfredo intriago |

|                    |           |         |                              | |
| 10 juni 2012 00:35 | Venezuela | 0 - 2   | Chili                        | Estadio General José Antonio Anzoátegui, Puerto La Cruz Toeschouwers: 35.000 Scheidsrechter: José Buitrago |
| 10 juni 2012 00:35 |           | verslag | 85' Fernández 90+1' Aránguiz | Estadio General José Antonio Anzoátegui, Puerto La Cruz Toeschouwers: 35.000 Scheidsrechter: José Buitrago |

|                         |               |         |                                        | |
| 11 september 2012 21:30 | Chili         | 1 - 3   | Colombia                               | Estadio Monumental David Arellano, Santiago (Chili) Toeschouwers: 38.000 Scheidsrechter: Victor Carrillo |
| 11 september 2012 21:30 | Fernández 41' | verslag | 58' Rodríguez 73' Falcao 76' Gutiérrez | Estadio Monumental David Arellano, Santiago (Chili) Toeschouwers: 38.000 Scheidsrechter: Victor Carrillo |

|                       |                                        |         |                    |                                                                                    |
| 12 oktober 2012 16:00 | Ecuador                                | 3 - 1   | Chili              | Estadio Olímpico Atahualpa, Quito Toeschouwers: 32.600 Scheidsrechter: Héber Lopes |
| 12 oktober 2012 16:00 | Caicedo 33', 56' (pen.) Castillo 90+2' | verslag | 25' (e.d.) Paredes | Estadio Olímpico Atahualpa, Quito Toeschouwers: 32.600 Scheidsrechter: Héber Lopes |

|                       |                 |         |                       |                                                                               |
| 16 oktober 2012 21:05 | Chili           | 1 - 2   | Argentinië            | Estadio Nacional, Santiago Toeschouwers: 45.000 Scheidsrechter: Antonio Arias |
| 16 oktober 2012 21:05 | Gutiérrez 90+1' | verslag | 28' Messi 31' Higuaín | Estadio Nacional, Santiago Toeschouwers: 45.000 Scheidsrechter: Antonio Arias |

|                     |            |         |       |                                                                        |
| 22 maart 2013 21:10 | Peru       | 1 - 0   | Chili | Estadio Nacional, Lima Toeschouwers: 43,000 Scheidsrechter: Diego Abal |
| 22 maart 2013 21:10 | Farfán 87' | verslag |       | Estadio Nacional, Lima Toeschouwers: 43,000 Scheidsrechter: Diego Abal |

|                     |                        |         |         |                                                                               |
| 26 maart 2013 20:30 | Chili                  | 2 - 0   | Uruguay | Estadio Nacional, Santiago Toeschouwers: 43.816 Scheidsrechter: Néstor Pitana |
| 26 maart 2013 20:30 | Paredes 10' Vargas 77' | verslag |         | Estadio Nacional, Santiago Toeschouwers: 43.816 Scheidsrechter: Néstor Pitana |

|                   |                |       |                      |                                                                                        |
| 7 juni 2013 20:10 | Paraguay       | 1 - 2 | Chili                | Estadio Defensores del Chaco, Asunción Toeschouwers: nnb Scheidsrechter: Leandro Pedro |
| 7 juni 2013 20:10 | Santa Cruz 87' |       | 41' Vargas 56' Vidal | Estadio Defensores del Chaco, Asunción Toeschouwers: nnb Scheidsrechter: Leandro Pedro |

|                    |                                  |       |            |                                                                            |
| 11 juni 2013 20:30 | Chili                            | 3 - 1 | Bolivia    | Estadio Nacional, Santiago Toeschouwers: nnb Scheidsrechter: Dario Ubriaco |
| 11 juni 2013 20:30 | Vargas 16' Sánchez 18' Vidal 90' |       | 31' Moreno | Estadio Nacional, Santiago Toeschouwers: nnb Scheidsrechter: Dario Ubriaco |

|                        |                                   |       |           |                                                                           |
| 7 september 2013 02:30 | Chili                             | 3 - 0 | Venezuela | Estadio Nacional, Santiago Toeschouwers: nnb Scheidsrechter: Sandro Ricci |
| 7 september 2013 02:30 | Vargas 11' González 30' Vidal 84' |       |           | Estadio Nacional, Santiago Toeschouwers: nnb Scheidsrechter: Sandro Ricci |

|                       |                                             |       |                                                    | |
| 11 oktober 2013 16:00 | Colombia                                    | 3 - 3 | Chili                                              | Estadio Metropolitano Roberto Meléndez, Barranquilla Toeschouwers: nnb Scheidsrechter: Paulo de Oliveira |
| 11 oktober 2013 16:00 | Gutiérrez 69' Falcao 75' (pen.), 84' (pen.) |       | 19' (pen.) Vidal 22', 29' Sánchez 65', 66' Carmona | Estadio Metropolitano Roberto Meléndez, Barranquilla Toeschouwers: nnb Scheidsrechter: Paulo de Oliveira |

|                       |                       |       |            |                                                                            |
| 15 oktober 2013 20:30 | Chili                 | 2 - 1 | Ecuador    | Estadio Nacional, Santiago Toeschouwers: nnb Scheidsrechter: Leandro Pedro |
| 15 oktober 2013 20:30 | Sánchez 35' Medel 38' |       | 66'Caicedo | Estadio Nacional, Santiago Toeschouwers: nnb Scheidsrechter: Leandro Pedro |

## Het wereldkampioenschap
Op 6 december 2013 werd er geloot voor de groepsfase van het WK in Brazilië. Chili werd als derde ondergebracht in Groep B en kreeg zo Cuiabá, Rio de Janeiro en São Paulo als speelsteden voor de groepsfase. Ook Spanje, Nederland en Australië kwamen in Groep B terecht.
De FIFA maakte op 13 mei bekend dat de slogan van het Chileense elftal, zichtbaar op de spelersbus, "¡Chi, chi, chi, le, le, le! ¡Viva Chile!" is, dat "Chi, chi, chi! le, le, le! Kom op Chili!" betekent. De slogan werd door supporters gekozen.

### Technische staf
| Naam            | Functie   |
| --------------- | --------- |
| Technische staf |           |
| Jorge Sampaoli  | Bondcoach |

### Selectie
| Nr.           | Naam                  | Geboortedatum | GW |   |   |   |   |   |   | Club                 |
| ------------- | --------------------- | ------------- | -- | - | - | - | - | - | - | -------------------- |
| Doelmannen    |                       |               |    |   |   |   |   |   |   |                      |
| 1             | Claudio Bravo         | 13-03-1983    | 4  | 0 | 0 | 0 | 0 | 0 | 0 | Real Sociedad        |
| 12            | Cristopher Toselli    | 22-08-1988    | 0  | 0 | 0 | 0 | 0 | 0 | 0 | Universidad Católica |
| 23            | Johnny Herrera        | 09-05-1981    | 0  | 0 | 0 | 0 | 0 | 0 | 0 | Universidad de Chile |
| Verdedigers   |                       |               |    |   |   |   |   |   |   |                      |
| 2             | Eugenio Mena          | 18-07-1988    | 4  | 0 | 2 | 0 | 0 | 0 | 0 | Santos FC            |
| 3             | Miiko Albornoz        | 30-11-1990    | 0  | 0 | 0 | 0 | 0 | 0 | 0 | Malmö FF             |
| 4             | Mauricio Isla         | 12-06-1988    | 4  | 0 | 0 | 0 | 0 | 0 | 0 | Juventus FC          |
| 13            | José Rojas            | 23-06-1983    | 1  | 0 | 0 | 0 | 0 | 1 | 0 | Universidad de Chile |
| 17            | Gary Medel            | 03-08-1987    | 4  | 0 | 0 | 0 | 0 | 0 | 1 | Cardiff City FC      |
| 18            | Gonzalo Jara          | 29-08-1985    | 4  | 0 | 0 | 0 | 0 | 0 | 0 | Nottingham Forest FC |
| Middenvelders |                       |               |    |   |   |   |   |   |   |                      |
| 5             | Francisco Silva       | 11-02-1986    | 3  | 0 | 2 | 0 | 0 | 0 | 1 | Osasuna              |
| 6             | Carlos Carmona        | 21-02-1987    | 1  | 0 | 0 | 0 | 0 | 1 | 0 | Atalanta Bergamo     |
| 8             | Arturo Vidal          | 22-05-1987    | 3  | 0 | 1 | 0 | 0 | 0 | 3 | Juventus FC          |
| 10            | Jorge Valdivia        | 19-10-1983    | 3  | 1 | 0 | 0 | 0 | 2 | 1 | SE Palmeiras         |
| 16            | Felipe Gutiérrez      | 08-10-1990    | 4  | 0 | 0 | 0 | 0 | 3 | 1 | FC Twente            |
| 20            | Charles Aránguiz      | 17-03-1989    | 4  | 1 | 1 | 0 | 0 | 0 | 1 | SC Internacional     |
| 21            | Marcelo Díaz          | 30-12-1986    | 4  | 0 | 0 | 0 | 0 | 0 | 0 | FC Basel             |
| Aanvallers    |                       |               |    |   |   |   |   |   |   |                      |
| 7             | Alexis Sánchez        | 19-12-1988    | 4  | 2 | 0 | 0 | 0 | 0 | 0 | FC Barcelona         |
| 9             | Mauricio Pinilla      | 04-02-1984    | 3  | 0 | 1 | 0 | 0 | 3 | 0 | Cagliari             |
| 11            | Eduardo Vargas        | 20-11-1989    | 4  | 1 | 0 | 0 | 0 | 0 | 4 | Valencia CF          |
| 14            | Fabián Orellana       | 27-01-1986    | 0  | 0 | 0 | 0 | 0 | 0 | 0 | Celta de Vigo        |
| 15            | Jean Beausejour       | 01-06-1984    | 2  | 1 | 0 | 0 | 0 | 2 | 0 | Wigan Athletic FC    |
| 19            | José Pedro Fuenzalida | 22-02-1985    | 0  | 0 | 0 | 0 | 0 | 0 | 0 | Colo-Colo            |
| 22            | Esteban Paredes       | 01-08-1980    | 0  | 0 | 0 | 0 | 0 | 0 | 0 | Colo-Colo            |

#### Afvallers
| Doelmannen    |                       |            |                      |
|               | Paulo Garcés          | 02-08-1984 | CD O'Higgins         |
| Verdedigers   |                       |            |                      |
|               | Enzo Andía            | 16-08-1992 | Universidad Católica |
| Middenvelders |                       |            |                      |
|               | Matías Fernández      | 15-05-1986 | ACF Fiorentina       |
|               | Pedro Pablo Hernández | 24-10-1986 | CD O'Higgins         |
| Aanvallers    |                       |            |                      |
|               | Gustavo Canales       | 30-03-1982 | Unión Española       |

### Groep B
| Land      | W | G | V | DV | DT | +/− | Pnt |
| --------- | - | - | - | -- | -- | --- | --- |
| Nederland | 3 | 0 | 0 | 10 | 3  | +7  | 9   |
| Chili     | 2 | 0 | 1 | 5  | 3  | +2  | 6   |
| Spanje    | 1 | 0 | 2 | 4  | 7  | −3  | 3   |
| Australië | 0 | 0 | 3 | 3  | 9  | −6  | 0   |

|                            |                                           |         |            |                                                                                         |
| 13 juni 2014 18:00 (UTC−4) | Chili                                     | 3 – 1   | Australië  | Arena Pantanal, Cuiabá Toeschouwers: 40.275 Scheidsrechter: Noumandiez Doué (Ivoorkust) |
| 13 juni 2014 18:00 (UTC−4) | Sánchez 12' Valdivia 14' Beausejour 90+2' | Verslag | 35' Cahill | Arena Pantanal, Cuiabá Toeschouwers: 40.275 Scheidsrechter: Noumandiez Doué (Ivoorkust) |

| Chili | Australië |

| Chili:         |    |                  |     |
|                |    |                  |     |
| GK             | 1  | Claudio Bravo    |     |
| RB             | 4  | Mauricio Isla    |     |
| CB             | 17 | Gary Medel       |     |
| CB             | 18 | Gonzalo Jara     |     |
| LB             | 2  | Eugenio Mena     |     |
| DM             | 21 | Marcelo Díaz     |     |
| CM             | 20 | Charles Aránguiz | 86' |
| CM             | 8  | Arturo Vidal     | 60' |
| AM             | 10 | Jorge Valdivia   | 68' |
| CF             | 7  | Alexis Sánchez   |     |
| CF             | 11 | Eduardo Vargas   | 88' |
| Wisselspelers: |    |                  |     |
| MF             | 16 | Felipe Gutiérrez | 60' |
| FW             | 15 | Jean Beausejour  | 68' |
| FW             | 9  | Mauricio Pinilla | 88' |
| Coach:         |    |                  |     |
| Jorge Sampaoli |    |                  |     |

| Australië:       |    |                    |     |
|                  |    |                    |     |
| GK               | 1  | Mathew Ryan        |     |
| RB               | 2  | Ivan Franjić       | 49' |
| CB               | 22 | Alex Wilkinson     |     |
| CB               | 6  | Matthew Špiranović |     |
| LB               | 3  | Jason Davidson     |     |
| CM               | 15 | Mile Jedinak       | 58' |
| CM               | 5  | Mark Milligan      | 67' |
| AM               | 23 | Mark Bresciano     | 78' |
| RW               | 7  | Mathew Leckie      |     |
| CF               | 4  | Tim Cahill         | 44' |
| LW               | 11 | Tommy Oar          | 68' |
| Wisselspelers:   |    |                    |     |
| DF               | 19 | Ryan McGowan       | 49' |
| FW               | 10 | Ben Halloran       | 68' |
| FW               | 14 | James Troisi       | 78' |
| Coach:           |    |                    |     |
| Ange Postecoglou |    |                    |     |

|                          |        |         |                         |                                                                                              |
| 18 juni 2014 16:00 UTC−3 | Spanje | 0 – 2   | Chili                   | Maracanã, Rio de Janeiro Toeschouwers: 74.101 Scheidsrechter: Mark Geiger (Verenigde Staten) |
| 18 juni 2014 16:00 UTC−3 |        | Verslag | 20' Vargas 43' Aránguiz | Maracanã, Rio de Janeiro Toeschouwers: 74.101 Scheidsrechter: Mark Geiger (Verenigde Staten) |

| Spanje | Chili |

| Spanje:            |    |                   |         |
|                    |    |                   |         |
| GK                 | 1  | Iker Casillas     |         |
| RB                 | 22 | César Azpilicueta |         |
| CB                 | 4  | Javier Martínez   |         |
| CB                 | 15 | Sergio Ramos      |         |
| LB                 | 18 | Jordi Alba        |         |
| CM                 | 16 | Sergio Busquets   |         |
| CM                 | 14 | Xabi Alonso       | 40' 46' |
| AM                 | 6  | Andrés Iniesta    |         |
| RW                 | 21 | David Silva       |         |
| CF                 | 19 | Diego Costa       | 64'     |
| LW                 | 11 | Pedro             | 76'     |
| Wisselspelers:     |    |                   |         |
| MF                 | 17 | Koke              | 46'     |
| FW                 | 9  | Fernando Torres   | 64'     |
| MF                 | 20 | Santi Cazorla     | 76'     |
| Coach:             |    |                   |         |
| Vicente del Bosque |    |                   |         |

| Chili:         |    |                  |         |
|                |    |                  |         |
| GK             | 1  | Claudio Bravo    |         |
| RWB            | 4  | Mauricio Isla    |         |
| CB             | 17 | Gary Medel       |         |
| CB             | 5  | Francisco Silva  |         |
| CB             | 18 | Gonzalo Jara     |         |
| LWB            | 2  | Eugenio Mena     | 61'     |
| CM             | 20 | Charles Aránguiz | 64'     |
| CM             | 21 | Marcelo Díaz     |         |
| AM             | 8  | Arturo Vidal     | 26' 88' |
| CF             | 7  | Alexis Sánchez   |         |
| CF             | 11 | Eduardo Vargas   | 85'     |
| Wisselspelers: |    |                  |         |
| MF             | 16 | Felipe Gutiérrez | 64'     |
| MF             | 10 | Jorge Valdivia   | 85'     |
| MF             | 6  | Carlos Carmona   | 88'     |
| Coach:         |    |                  |         |
| Jorge Sampaoli |    |                  |         |

|                          |                     |         |       |                                                                                            |
| 23 juni 2014 13:00 UTC−3 | Nederland           | 2 – 0   | Chili | Arena de São Paulo, São Paulo Toeschouwers: 62.996 Scheidsrechter: Bakary Gassama (Gambia) |
| 23 juni 2014 13:00 UTC−3 | Fer 77' Depay 90+2' | Verslag |       | Arena de São Paulo, São Paulo Toeschouwers: 62.996 Scheidsrechter: Bakary Gassama (Gambia) |

| Nederland | Chili |

| Nederland:     |    |                     |     |
|                |    |                     |     |
| GK             | 1  | Jasper Cillessen    |     |
| RWB            | 7  | Daryl Janmaat       |     |
| CB             | 3  | Stefan de Vrij      |     |
| CB             | 2  | Ron Vlaar           |     |
| CB             | 5  | Daley Blind         | 63' |
| LWB            | 15 | Dirk Kuijt          | 89' |
| CM             | 20 | Georginio Wijnaldum |     |
| CM             | 6  | Nigel de Jong       |     |
| AM             | 10 | Wesley Sneijder     | 75' |
| CF             | 11 | Arjen Robben        |     |
| CF             | 17 | Jeremain Lens       | 69' |
| Wisselspelers: |    |                     |     |
| FW             | 21 | Memphis Depay       | 69' |
| MF             | 18 | Leroy Fer           | 75' |
| DF             | 14 | Terence Kongolo     | 89' |
| Coach:         |    |                     |     |
| Louis van Gaal |    |                     |     |

| Chili:         |    |                  |         |
|                |    |                  |         |
| GK             | 1  | Claudio Bravo    |         |
| RWB            | 4  | Mauricio Isla    |         |
| CB             | 17 | Gary Medel       |         |
| CB             | 5  | Francisco Silva  | 25' 70' |
| CB             | 18 | Gonzalo Jara     |         |
| LWB            | 2  | Eugenio Mena     |         |
| CM             | 20 | Charles Aránguiz |         |
| CM             | 21 | Marcelo Díaz     |         |
| AM             | 16 | Felipe Gutiérrez | 46'     |
| CF             | 7  | Alexis Sánchez   |         |
| CF             | 11 | Eduardo Vargas   | 81'     |
| Wisselspelers: |    |                  |         |
| FW             | 15 | Jean Beausejour  | 46'     |
| MF             | 10 | Jorge Valdivia   | 70'     |
| FW             | 9  | Mauricio Pinilla | 81'     |
| Coach:         |    |                  |         |
| Jorge Sampaoli |    |                  |         |

#### 1/8 finale
|                            |                                  |              |                                    |                                                                                      |
| 28 juni 2014 13:00 (UTC−3) | Brazilië                         | 1 – 1 (n.v.) | Chili                              | Mineirão, Belo Horizonte Toeschouwers: 57.714 Scheidsrechter: Howard Webb (Engeland) |
| 28 juni 2014 13:00 (UTC−3) | Luiz 18'                         | Verslag      | 32' Sánchez                        | Mineirão, Belo Horizonte Toeschouwers: 57.714 Scheidsrechter: Howard Webb (Engeland) |
| 28 juni 2014 13:00 (UTC−3) | Strafschoppen                    |              |                                    | Mineirão, Belo Horizonte Toeschouwers: 57.714 Scheidsrechter: Howard Webb (Engeland) |
| 28 juni 2014 13:00 (UTC−3) | Luiz Willian Marcelo Hulk Neymar | 3 – 2        | Pinilla Sánchez Aránguiz Díaz Jara | Mineirão, Belo Horizonte Toeschouwers: 57.714 Scheidsrechter: Howard Webb (Engeland) |

| Brazilië | Chili |

| Brazilië:           |    |              |         |
|                     |    |              |         |
| GK                  | 12 | Julio César  |         |
| RB                  | 2  | Daniel Alves | 105+1'  |
| CB                  | 3  | Thiago Silva |         |
| CB                  | 4  | David Luiz   |         |
| LB                  | 6  | Marcelo      |         |
| CM                  | 5  | Fernandinho  | 72'     |
| CM                  | 17 | Luiz Gustavo | 60'     |
| AM                  | 11 | Oscar        | 106'    |
| RW                  | 7  | Hulk         | 55'     |
| CF                  | 9  | Fred         | 64'     |
| LW                  | 10 | Neymar       |         |
| Wisselspelers:      |    |              |         |
| FW                  | 21 | Jô           | 64' 93' |
| MF                  | 16 | Ramires      | 72'     |
| MF                  | 19 | Willian      | 106'    |
| Coach:              |    |              |         |
| Luiz Felipe Scolari |    |              |         |

| Chili:         |    |                  |          |
|                |    |                  |          |
| GK             | 1  | Claudio Bravo    |          |
| RWB            | 4  | Mauricio Isla    |          |
| CB             | 17 | Gary Medel       | 108'     |
| CB             | 5  | Francisco Silva  | 40'      |
| CB             | 18 | Gonzalo Jara     |          |
| LWB            | 2  | Eugenio Mena     | 17'      |
| CM             | 20 | Charles Aránguiz |          |
| CM             | 21 | Marcelo Díaz     |          |
| AM             | 8  | Arturo Vidal     | 87'      |
| CF             | 7  | Alexis Sánchez   |          |
| CF             | 11 | Eduardo Vargas   | 57'      |
| Wisselspelers: |    |                  |          |
| MF             | 16 | Felipe Gutiérrez | 57'      |
| FW             | 9  | Mauricio Pinilla | 87' 102' |
| DF             | 13 | José Rojas       | 108'     |
| Coach:         |    |                  |          |
| Jorge Sampaoli |    |                  |          |

FFCh · A-internationals · Selecties · Bondscoaches · Chileens vrouwenelftal · Olympisch elftal · Chili U21 · Chili U20 · Chili U19 · Chili U18 · Chili U17
1910 – 1919 ·
1920 – 1929 ·
1930 – 1939 ·
1940 – 1949 ·
1950 – 1959 ·
1960 – 1969 ·
1970 – 1979 ·
1980 – 1989 ·
1990 – 1999 ·
2000 – 2009 ·
2010 – 2019 ·
2020 – 2029
WK 1930 · 
WK 1950 · 
WK 1962 · 
WK 1966 · 
WK 1974 · 
WK 1982 · 
WK 1998 · 
WK 2010 · 
WK 2014
OS 1928 · 
OS 1952 · 
OS 1984 · 
OS 2000
1910 · 
1911 · 1912 · 
1913 · 
1914 · 1915 · 
1916 · 
1917 · 
1918 · 
1919 · 
1920 · 
1921 · 
1922 · 
1923 · 
1924 · 
1925 · 
1926 · 
1927 · 
1928 · 
1929 · 
1930 · 
1931 · 1932 · 1933 · 1934 · 
1935 · 
1936 · 
1937 · 
1938 · 
1939 · 
1940 · 
1941 · 
1942 · 
1943 · 1944 · 
1945 · 
1946 · 
1947 · 
1948 · 
1949 · 
1950 · 
1951 · 
1952 · 
1953 · 
1954 · 
1955 · 
1956 · 
1957 · 
1958 · 
1959 · 
1960 · 
1961 · 
1962 · 
1963 · 
1964 · 
1965 · 
1966 · 
1967 · 
1968 · 
1969 · 
1970 · 
1971 · 
1972 · 
1973 · 
1974 · 
1975 · 
1976 · 
1977 · 
1978 · 
1979 · 
1980 · 
1981 · 
1982 · 
1983 · 
1984 · 
1985 · 
1986 · 
1987 · 
1988 · 
1989 · 
1990 ·
1991 · 
1992 · 
1993 · 
1994 · 
1995 · 
1996 · 
1997 · 
1998 · 
1999 · 
2000 · 
2001 · 
2002 · 
2003 · 
2004 · 
2005 · 
2006 · 
2007 · 
2008 · 
2009 · 
2010 · 
2011 · 
2012 · 
2013 · 
2014 · 
2015 · 
2016 ·
2017 ·
2018 ·
2019 ·
2020 ·
2021 ·
2022 ·
2023 ·
2024
Albanië ·
Algerije ·
Argentinië ·
Armenië ·
Australië ·
België ·
Bolivia ·
Bosnie en Herzegovina ·
Brazilië ·
Bulgarije ·
Burkina Faso ·
Canada ·
China ·
Colombia ·
Costa Rica ·
Cuba ·
DDR ·
Denemarken ·
Dominicaanse Republiek ·
Duitsland ·
Ecuador ·
Egypte ·
El Salvador · 
Engeland ·
Estland ·
Finland ·
Frankrijk ·
Ghana · 
Griekenland ·
Guatemala ·
Guinee ·
Haïti ·
Honduras ·
Hongarije ·
Ierland ·
IJsland ·
Irak ·
Iran ·
Israël ·
Italië ·
Ivoorkust ·
Jamaica ·
Japan ·
Joegoslavië ·
Kameroen ·
Kroatië ·
Litouwen ·
Marokko ·
Mexico ·
Nederland ·
Nieuw-Zeeland · 
Noord-Ierland ·
Noord-Korea ·
Oekraïne · 
Oman · 
Oostenrijk ·
Palestina ·
Panama · 
Paraguay ·
Peru ·
Polen ·
Portugal · 
Qatar ·
Roemenië · 
Rusland ·
Saoedi-Arabië ·
Schotland ·
Senegal ·
Servië ·
Slowakije ·
Sovjet-Unie ·
Spanje ·
Togo ·
Trinidad en Tobago ·  
Tsjecho-Slowakije ·
Tunesië · 
Turkije · 
Uruguay ·
Venezuela ·
Verenigde Arabische Emiraten ·
Verenigde Staten ·
Wales ·
Zambia ·
Zuid-Afrika ·
Zuid-Korea ·
Zweden ·
Zwitserland
Algerije (1982) · 
Australië (2014) · 
Brazilië (2014) · 
Honduras (2010) · 
Nederland (2014) · 
Oostenrijk (1982) · 
Spanje (2010) · 
Spanje (2014) · 
West-Duitsland (1982) · 
Zwitserland (2010)